# محمد اندایه
محمد اندایه (انگلیسی: Mohamed N'Diaye؛ زادهٔ ۲۹ دسامبر ۱۹۹۷) بازیکن فوتبال اهل گینه است.
وی همچنین در تیم ملی فوتبال گینه بازی کرده است.